# Šáhova mešita

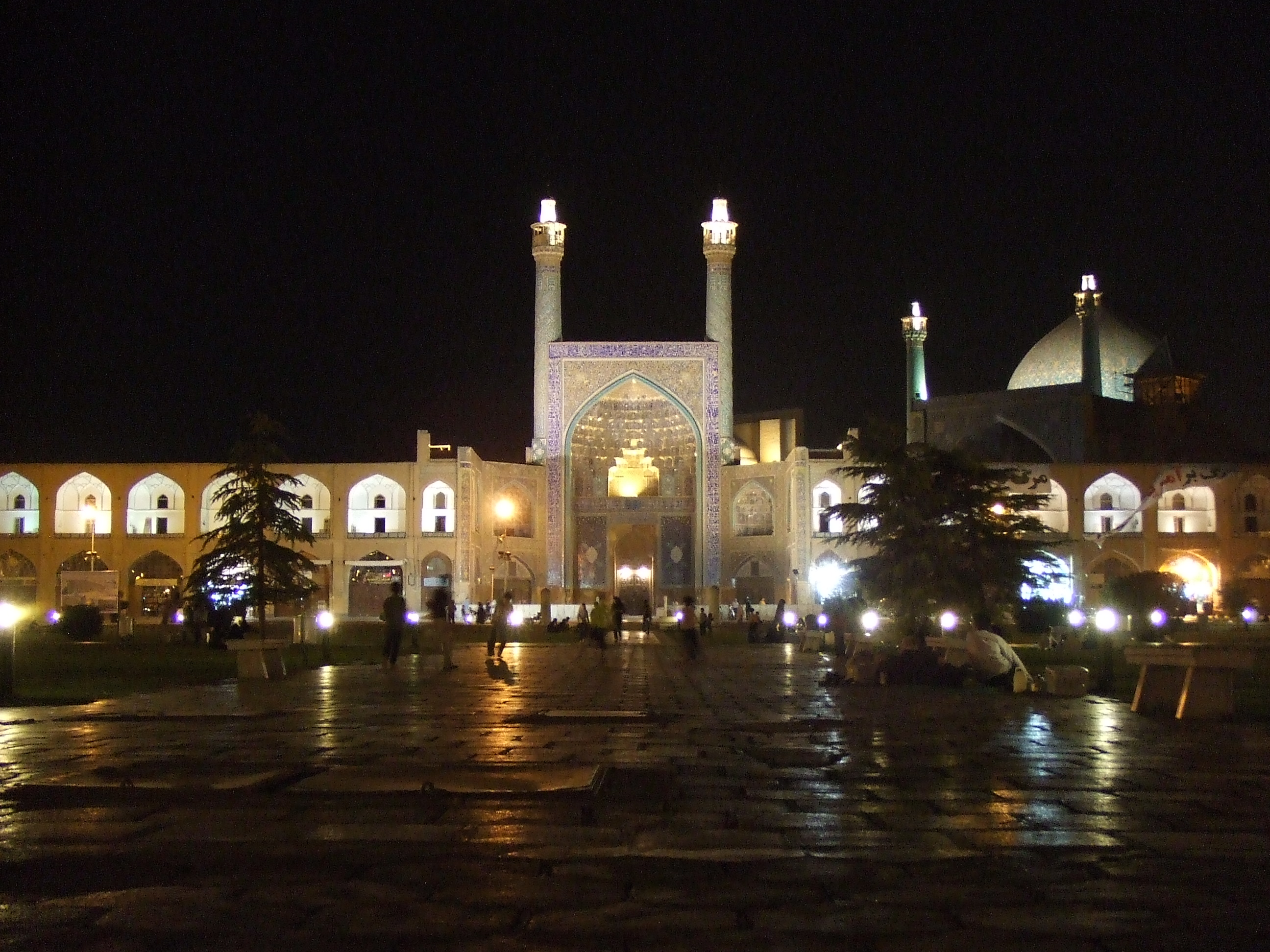
Šáhova mešita v noci

Šáhova mešita (persky: مسجد امام , Masdžed-e Emám), též známá jako mešita Imáma Chomejního, leží na severní straně náměstí Nakš-e džahán v Isfahánu v Íránu. Šáhova mešita patří mezi nejznámější a nejvýznamnější perské Islámské stavby v Íránu.
Stavba mešity započala roku 1611 a stavba je obložena modrými lesklými obklady a kaligrafickými nápisy. Minarety mešity jsou vysoké 42 metrů, portál sahá do výšky 27 metrů, cibulová kopule do výšky 54 metrů. Mešita je zvláštní svou polohou k náměstí, s jehož stranou svírá úhel 45°. Vstupní portál totiž dle pravidel Islámu musí směřovat k Mekce.
Mešita je spolu s náměstím Nakš-e džahán zapsána do UNESCO.